# 토마스 비티

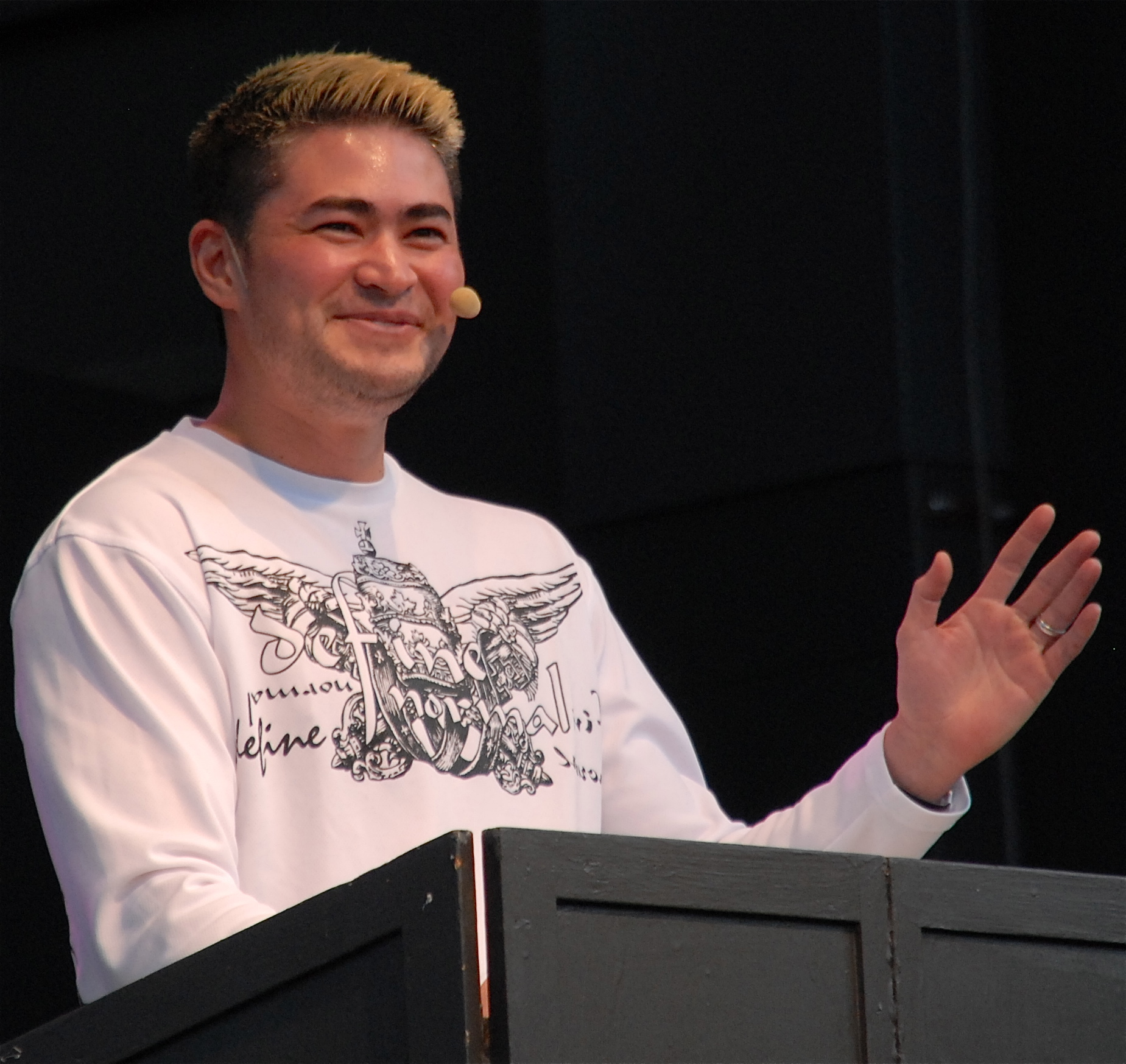

토마스 비티(Thomas Beatie, 1974년 ~ )는 자궁적출술로 불임인 전 부인과의 사이에 세 차례 인공수정을 통한 임신을 하여 성별 정정된 트랜스남성으로서 세 번 출산한 트랜스젠더 임신의 사례로 유명해진 인물이다. 현재는 이혼하고 새로운 여자를 만나 재혼하였다. 어머니는 영국 4개 지역 혈통인 영국계 미국인이고, 아버지는 한국계와 필리핀계의 혼혈 미국인이었다. 성기 수술을 받지 않은 상태에서 출생증명서를 정정했기 때문에 전 부인과 거주한 주에서도 성 정체성대로의 법적 성별이 인정되어 이성결혼으로 인정되는지 법적 공방이 생기기도 하였다.